# Facultatea de Medicină
Facultatea de Medicină este o instituție de învățământ terțiar sau parte a unei astfel de instituții, care predă medicină și acordă o diplomă profesională pentru medici și chirurgi. 

## În România
În Romania principalele universități care oferă studii de nivel universitar pentru obținerea licenței în medicină, farmacie și medicină dentară cât și asistență medicală (de toate specialitățile), sunt universitățile de medicină și farmacie, prescurtate UMF.
Aceste universități au fost înființate anterior instaurării noii puteri comuniste în 1947/1948 (majoritatea în 1945), însă primesc titulatura generică de Institut de Medicină și Farmacie (IMF) în 1948 și erau organizate la nivel regional în București, Iași (din 1948 până în 1965 a fost doar Institut de Medicină), Cluj-Napoca, Timișoara și Târgu Mureș. 
Institutul de Medicină și Farmacie din Craiova a fost înființat de abia în 1970 ca și Facultate de Medicină în cadrul Universității craiovene și ulterior devine autonomă.

### Scurt istoric
La începutul transformării instituțiilor superioare de învățământ medical nu existau același număr de facultăți în cadrul tuturor institutelor. În 1948, majoritatea IMF-urilor aveau între 3 și 5 facultăți:
- medicină generală
- pediatrie
- igienă
- stomatologie
- farmacie

Facultățile de Igienă nu existau la nivelul anului 1948 la Timișoara și Târgu-Mureș, iar ulterior reformei universitare din anul 1955 acestea au fost desființate, urmând ca un an mai târziu să dispară și facultățile de Pediatrie, însă o facultate de profil se reînființează în cadrul IMF București în anul 1964. Tot în cadrul IMF București se înființează în 1976 pentru a satisface nevoile ministerelor de apărare și interne, facultatea de medicină militară care pregătea medici, stomatologi și farmaciști militari.
Modificări repetate în structura organizatorică a IMF-urilor se găsesc în întreaga țară, Institutul de Medicină din Iași funcționa cu o singură facultate din 1956 până în 1965, ca și cel din Timișoara, care rămâne fără facultate de farmacie și după 1965. De-asemenea notabilă fiind funcționarea cu doar două facultății a IMF Cluj-Napoca și una singura a IMF Târgu Mureș în 1986.
În 2019 pe lângă Universitățile de Medicină și farmacie exist mai multe facultăți de medicină atât la universități de stat cât și private. Acestea oferă aceleași titluri universitare pentru specialitățile în care oferă școlarizare ca și UMF-urile. Există facultăți de medicină la Arad, Brașov, București, Constanța, Galați, Sibiu și Oradea.
Ulterior reformei educaționale și trecerii la sistemul Bologna se oferă programe de studiu de 3, 4 și 6 ani în domeniul Sănătate, specializările Medicină, Medicină dentară, Farmacie, Asistență medicală. Se oferă în general programe de licență master și doctorat pentru toate specializările comune. Titlul oficial acordat de către toate facultățile de medicină din țară pentru licențiații îm medicină este de doctor-medic.

## În lume
Astfel de diplome medicale includ licența de medicină, licența de chirurgie (MBBS, MBChB, BMBS), Doctor în medicină (MD) sau doctor în medicina osteopatică (DO). Multe școli medicale oferă diferite diplome, cum ar fi doctor în filosofie (Ph.D), o diplomă de masterat (M.Sc), un program de medic-asistent sau altă educație post-secundară.

## Legături externe
- Association of American Medical Colleges
- American Medical Student Association
- The Medical Schools Council (UK)
- International Federation of Medical Students' Associations (IFMSA)